# Fulvia Musette
Fulvia Musette, pseudonimo di Angelina Lombardo (fl. XX secolo), è stata una cantante italiana.
Il nome vero dell'attrice e cantante era Angelina Lombardo. Sposò Luigi Salsi, ingegnere, imprenditore teatrale e mecenate.
Dal 1911 si esibì sulla scena del teatro Trianon. Dal 1912 collaborò anche al vicino teatro Orfeo.
Poco prima della grande guerra, prese parte alla quarta edizione della audizione di Piedigrotta che si tenne venerdì 21 agosto 1914 al teatro Miramar.
Esponente di rilievo del Cafè-chantant all'inizio del XX secolo. Fu particolarmente nota per la prima interpretazione di Santa Lucia luntana di E.A.Mario nel 1919 al teatro Sacchini di Pozzuoli. La canzone ebbe un successo strepitoso, riprendendo nei versi la dolorosa questione dell'emigrazione.
Si tramanda anche l’interpretazione de il brano Marianna, di Luigi Mattiello, ripreso dalla Fonit Cetra nella raccolta Le regine del cafè chantant, edito nel 1995.